# Historische Kommission für Pommern
Die Historische Kommission für Pommern ist die Historische Kommission zur Erforschung der Geschichte Pommerns.

## Tätigkeit
Die Historische Kommission wurde 1910/1911 auf Initiative des Oberpräsidenten der Provinz Pommern, Helmuth Freiherr von Maltzahn, gegründet. Zu den treibenden Kräften gehörten der Greifswalder Hochschullehrer Ernst Bernheim und der Stettiner Gymnasialprofessor Martin Wehrmann. Vorbilder waren Historische Kommissionen in anderen Ländern und preußischen Provinzen. Die Aufgabe der Kommission war zunächst in erster Linie, die nichtstaatlichen Archive in Pommern zu erfassen. Hierzu erschienen von 1917 bis 1933 sieben Berichte. Eine weitere Aufgabe war von Anfang an die Herausgabe von Quellen zur Pommerschen Geschichte im Druck, der erste Band erschien bereits 1913.
Im Jahre 1925 wurden die Aufgaben der Historischen Kommission erweitert. Die Herausgabe des Pommerschen Urkundenbuchs, dessen bis dahin letzter Band 1907 veröffentlicht worden war, nahm die Kommission gemeinsam mit dem Staatsarchiv Stettin wieder auf. Ferner übernahm sie unter anderem die Herausgabe des Historischen Atlas der Provinz Pommern, die Sammlung pommerscher Flurnamen, die Zusammenstellung einer pommerschen Bibliographie und die Inventarisierung der pommerschen Burgwälle.
Im nationalsozialistischen Deutschland erhielt die Kommission 1935 die Bezeichnung Landesgeschichtliche Forschungsstelle der Provinz Pommern, 1939 wurde sie zu einem Teil der Landeskundlichen Forschungsstelle der Provinz Pommern. Als nach dem Ende des Zweiten Weltkriegs Pommern teils an Polen kam, teils in die Sowjetische Besatzungszone fiel, endete die Tätigkeit.
Im Jahre 1951 wurde die Historische Kommission für Pommern in der Bundesrepublik Deutschland wiedergegründet. Die Initiative ging von Adolf Diestelkamp aus, der vor 1945 langjähriger Schriftführer der Kommission war und nunmehr ihr Vorsitzender wurde. Den organisatorischen Rahmen bildete der Johann Gottfried Herder-Forschungsrat, über den der Bund eine finanzielle Förderung zur Verfügung stellte. Nach Diestelkamps Tod 1955 folgte ihm Franz Engel im Vorsitz. 1958 erschien der erste Band der neuen Veröffentlichungen der Historischen Kommission für Pommern. Vielfach konnte die Kommission an die vor 1945 begonnenen Arbeiten anknüpfen, so bei der Herausgabe des Pommerschen Urkundenbuches. Vieles andere war verlorengegangen, so die Kartei der pommerschen Burgwälle.
Die Historische Kommission veröffentlicht über ihre Tätigkeit Berichte in den Baltischen Studien.
Die Kommission ist im Buch „Die Arbeit des Forschungsverbundes Ostmitteleuropa in den Jahren 1990-1996“ und in verschiedenen Berichten der Bundesregierung zur Arbeit nach § 96 BVFG als eine von sieben Historischen Kommissionen aufgeführt.

## Vorsitzende
- Helmuth Freiherr von Maltzahn-Gültz: Mai 1911–August 1920
- Johannes Sarnow: August 1920–Januar 1924
- Ernst von Zitzewitz: Oktober 1925–Frühjahr 1934
- Ernst Jarmer: Mai 1934–Anfang 1935
- Manfred Schultze-Plotzius: Anfang 1935–November 1935
- Robert Schulz: November 1935–Anfang 1940
- Adolf Diestelkamp: August 1951–Februar 1955
- Franz Engel: Oktober 1955–September 1967
- Roderich Schmidt: November 1967–September 2001
- Jürgen Kohler: September 2001–Dezember 2005
- Jürgen Regge: Januar 2006–Oktober 2009[2]
- Martin Schoebel: Oktober 2009[3]–Juni 2013
- Horst Wernicke: Juni 2013-Dezember 2017
- Haik Porada: Dezember 2017–Oktober 2021
- Jana Olschewski: seit Oktober 2021[4]

## Veröffentlichungen
Die Veröffentlichungen der Historischen Kommission für Pommern sind in fünf Reihen gegliedert:
- Reihe I: Ältere Reihe (vor 1945).
- Reihe II: Pommersches Urkundenbuch.
- Reihe III: Historischer Atlas von Pommern. Neue Folge.
- Reihe IV: Quellen zur pommerschen Geschichte.
- Reihe V: Forschungen zur pommerschen Geschichte.